# Следствие ведут ЗнаТоКи. Подпасок с огурцом
«Следствие ведут ЗнаТоКи. Подпасок с огурцом» — телевизионный художественный детективный фильм 1979 года, 14-й фильм в серии «Следствие ведут ЗнаТоКи».

## Сюжет

### Первая серия

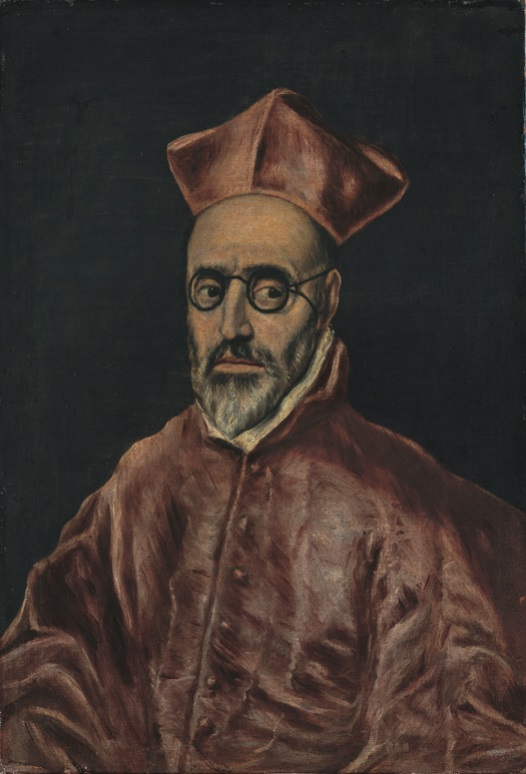
Поясной этюд к «Портрету кардинала Ниньо де Гевара», ставший в фильме объектом кражи

На таможне задержана картина «Подпасок с огурцом», которую некий иностранец собирался вывезти за границу. Экспертиза выявила, что под банальным деревенским сюжетом скрывается подлинный эскиз портрета кардинала Фернандо Ниньо де Гевара кисти Эль Греко. Иностранный турист заявил, что купил «Подпаска» в комиссионном магазине (что подтверждается справкой) и ничего не знал о скрытом содержимом картины, так что оснований для привлечения его за контрабанду нет. Дело передано в милицию, и теперь ЗнаТоКи должны расследовать преступление.
По утверждению работников провинциального музея, где хранилась картина Эль Греко, портрет не пропадал и находится на своём месте. Экспертиза устанавливает, что данная картина — копия недавнего исполнения. Также копиями подменены ещё четыре старых ценных полотна. Несколько месяцев назад в музее произошла кража нескольких наиболее ценных полотен, но все они были найдены «по горячим следам» в котельной поблизости. Подлинность возвращённых картин не устанавливалась, директор музея Пчёлкин замял эту историю, чтобы не повредить своей репутации. Среди подменённых картин был и портрет кардинала, впоследствии задержанный на таможне.
Следствие исключает из числа подозреваемых коллекционера Кипчака, сдавшего в комиссионный магазин «Подпаска». Пчёлкин также не причастен к краже, хотя и заслуживает наказания за халатность. Выясняется, что копии, которыми впоследствии подменили украденные картины, были написаны студентами-художниками во время практики по заказу некоего подставного треста. Начинаются поиски того, кто использовал студенческие работы для подмены.

### Вторая серия
Следствие выходит на семью Боборыкиных. Квартира Боборыкиных напоминает музей: картины, антиквариат, декоративные вазы, статуэтки и т. п. Старший Боборыкин — уважаемый коллекционер живописи и антиквариата, его дочь Муза — известный и авторитетный в профессиональной среде эксперт-искусствовед, Альберт, муж Музы, астроном по профессии, также участвует в семейном предприятии. Как выясняется, семья промышляет продажей поддельных картин, фарфора, предметов искусства и ювелирных изделий Фаберже.
Организатором кражи картин из музея оказывается Альберт: создание копий курировал преподаватель художественного училища Цветков, который впоследствии доработал и искусственно «состарил» их, а его ранее судимый приятель, кочегар из котельной, где нашли картины, осуществил саму кражу.

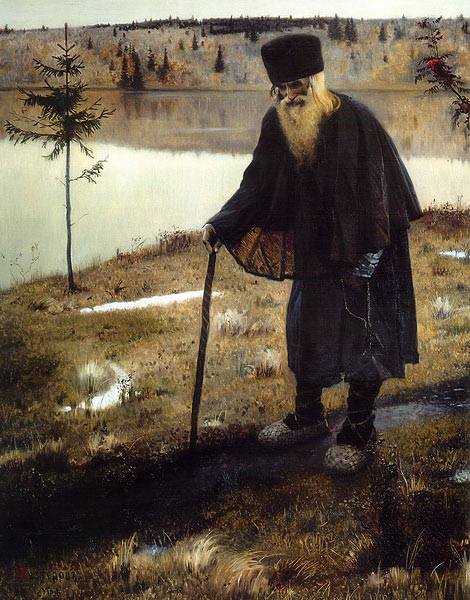
Один из вариантов картины Михаила Нестерова «Пустынник» также фигурирует в фильме

Следствие ускоряет неожиданная явка с повинной Кима Фалеева — молодого, талантливого художника, производившего для Боборыкиных фальшивые изделия Фаберже. Боборыкин-старший отмечал их настоящим клеймом, которое в своё время украл у наследниц одного из мастеров Фаберже. Фалеев настолько точно усвоил манеру работы великого художника, что его авторство выяснилось только при спектральном анализе сплавов, проведённом Зинаидой Яновной Кибрит. Муза, которой Ким «верил больше, чем себе», не раз признавала подлинниками и находила неоспоримые художественные достоинства в тех его работах, которые были помечены клеймом Фаберже. Но когда он показал ей свою работу без клейма, надеясь, что она будет оценена по художественному достоинству, Муза лишь снисходительно похвалила Кима, объяснив ему, почему его работа не дотягивает до уровня Фаберже. Тогда он решил, что лучше сдаться и понести наказание, но добиться признания своего таланта и получить возможность работать под собственным именем.
Всплывает драматическая история появления коллекции Боборыкина: «уважаемый коллекционер» в блокадном Ленинграде собрал наиболее ценную часть своей коллекции, выменивая предметы искусства за буханку хлеба, а иногда — просто отнимая или воруя их у умирающих людей. Вернувшийся из Ленинграда Томин открывает Альберту подлинное лицо тестя. Расчёт Томина оказывается точен: Альберт, помнивший своё голодное блокадное детство, принимает решение выдать следствию махинации с поддельными изделиями Фаберже, в которых участвовал Боборыкин-старший. И если за блокадные дела срок давности истёк, то за махинации с «Фаберже» уйти от ответственности Анатолию Кузьмичу уже не удастся.

## Идейные и художественные особенности фильма
В фильме с явным неодобрением демонстрируется среда коллекционеров-мошенников, тесно смыкающаяся со слоем так называемых «деловых людей» («мадам Стройматериалы», рыночные торговцы, спекулянт-«доставала» Додик). Она показана как источник сомнительных сделок и даже уголовных преступлений. В противоположность им в фильм введены положительные персонажи — честные и добропорядочные коллекционеры, которые, по словам Музы на допросе у Знаменского, в деле розысков и реставрации художественных ценностей «иногда просто спасают», и которых Ковальский в разговоре с Шуриком характеризует определением «зажжённые люди».
В этом фильме Знаменский «выходит из игры» в самом начале следствия, отказавшись от ведения дела по личным мотивам (будучи давно знакомым с Пчёлкиным, он относится к нему резко негативно и считает, что эта неприязнь может помешать объективности расследования). Дело ведёт другой следователь — молодой лейтенант Зыков (Борис Щербаков), демонстрирующий иной стиль работы: агрессивный нажим, ловушки, неприятные вопросы. Тем не менее он работает вполне эффективно. Позже Зыков появляется ещё в Деле 23 и Деле 24. Также появляется один из колоритных старых героев, Сергей Рудольфович Ковальский (Григорий Лямпе), бывший мошенник по кличке «Хирург» (впервые показан во втором фильме («Ваше подлинное имя»), а потом в восьмом («Побег»)), ныне прочно «завязавший» и работающий продавцом в художественном салоне.

## Съёмки
- На создании линии с поддельным Фаберже повлияла реальная история дела осуждённого Михаила Монастырского[1].
- В разговоре двух персонажей Стрелкова и Алексеенко в начале 2-й серии упоминается реальный харьковский коллекционер Алексей Николаевич Подкопай, который в 1978 году действительно передал в дар Харьковскому художественному музею свыше пятисот произведений живописи и графики.
- Стихотворение, которое читает Альберт ученикам — «Baby Toes» (1922), автор Карл Сэндберг (1878—1967), в русском переводе «Детская песенка (Есть белая звезда, Джанетта)» (вольный пер. Михаила Зенкевича, опубликовано в книге Валентины Журавлёвой «Человек, создавший Атлантиду», 1963). По наблюдению Максима Лаврентьева, в фильме звучит вариант перевода, значительно отличающийся от опубликованного[2].
- Поясной этюд к «Портрету кардинала Ниньо де Гевара», фигурирующий в фильме, на самом деле находится в небольшом музее в Цюрихе, а портрет в рост, эскизом к которому он служит — в Метрополитен Музее, США.
- В книге Ольги и Александра Лавровых вместо фигурирующего в фильме портрета кардинала работы Эль Греко похищена и замаскирована другим изображением картина Диего Веласкеса «Инфанта с яблоком». Такой картины среди работ Веласкеса на самом деле нет, мотив яблока используется лишь на полотне «Портрет инфанта Бальтасара Карлоса с карликом», но яблоко держит там не принц, а карлик-шут.

## Роли и исполнители

### Главные роли
- Георгий Мартынюк — Знаменский
- Леонид Каневский — Томин
- Эльза Леждей — Кибрит

### В ролях
- Борис Тенин — коллекционер Анатолий Кузьмич Боборыкин
- Лилия Толмачёва — искусствовед Муза Анатольевна, дочь Боборыкина
- Никита Подгорный — Альберт Иванович, муж Музы
- Николай Караченцов (в титрах — Караченцев) — ювелир Ким Фалеев
- Борис Щербаков — следователь Зыков
- Людмила Хитяева — «Мадам Стройматериалы» (Руднева)
- Семён Соколовский — полковник Скопин
- Григорий Лямпе — бывший мошенник Ковальский
- Владимир Анисько — художник Цветков
- Владимир Васильев — директор музея Пчёлкин
- Алексей Жарков — «Кочегар», преступник
- Иван Уфимцев — коллекционер Кипчак
- Пётр Крылов — эксперт Обнорский
- Ольга Чуваева — Тамара
- Юрий Комаров — Додик
- Павел Махотин — коллекционер из Харькова Стрелков
- Юрий Волков — известный математик и коллекционер
- Николай Бриллинг — коллекционер Розанов
- Владимир Андреев — эксперт-оценщик в комиссионном магазине
- Клеон Протасов — сотрудник КГБ (в прологе фильма)
- Иветта Киселёва — домоправительница Елена Анатольевна
- Вадим Ледогоров (нет в титрах) — студент художественного училища Саша
- Леонид Недович — посетитель «Боборыкинского четверга» (нет в титрах)
- Александра Харитонова — машинистка (нет в титрах)

## Отзывы
- Сергеев Е. Вертикаль и горизонталь поиска // Газета «Советская культура», 26 октября 1979 г.:

«Порой создаётся впечатление, что герои, чьи имена вынесены в заглавие цикла, уже начинают мешать сериалу. Потому что отрицательные персонажи гораздо объёмнее, выпуклее, живее, они переживают сложные психологические драмы. А вот в характерах и судьбах Пал Палыча, Шурика и Зиночки за восемь лет не произошло никаких изменений».

- Александр Седов (эссе), сентябрь 2016 г.:

«Простые зрители высказывались откровеннее. Менее чем через месяц, в ноябре 1979 года, „Литературная газета“ цитировала письмо инженера-судостроителя из Ленинграда с гамлетовской фамилией Розенкранц: „Подпасок с огурцом“ отличается от предыдущих серий „Следствие ведут Знатоки“ тем, что Знатоки следствия не ведут. Первым выбыл из строя Знаменский. Под предлогом, что один из предполагаемых преступников — директор музея — был когда-то знаком с инспектором и тот питает к директору антипатию, Знаменский с экрана исчезает. Вряд ли, скажем, Шерлок Холмс уступил бы свои дела рядовому детективу: не для того был задуман образ проницательного сыщика! … Кибрит играет в действии весьма незначительную роль. Остаётся один Томин, который как профессионал уголовного розыска здесь не всегда оказывается на высоте. … Всё это не остаётся без последствий. В фильме „Подпасок с огурцом“ мало действия, динамики, зато много эпизодов, явно затянутых. А заслуженную славу цикла „Следствие ведут Знатоки“ надо беречь»".

- Из книги Ф. И. Раззакова (2009):

«После демонстрации некоторых серий руководство страны оперативно на них откликалось. К примеру, после фильма „Подпасок с огурцом“ было опубликовано постановление Совета Министров об изменении порядка вывоза культурных ценностей за границу».